# Vyšná Polianka
Vyšná Polianka es un municipio del distrito de Bardejov en la región de Prešov, Eslovaquia, con una población estimada a final del año 2024 de 110 habitantes.
Se encuentra ubicado en el centro-norte de la región, cerca del río Topľa (cuenca hidrográfica del río Tisza) y de la frontera con Polonia.

## Demografía
| Año        | 1994 | 2004     | 2014     | 2024    |
| ---------- | ---- | -------- | -------- | ------- |
| Población  | 153  | 135      | 113      | 110     |
| Diferencia |      | −11,76 % | −16,29 % | −2,65 % |

| Año        | 2023 | 2024    |
| ---------- | ---- | ------- |
| Población  | 109  | 110     |
| Diferencia |      | +0,91 % |